# Zamek w Zbarażu Starym
Zamek w Zbarażu Starym – zamek zbudowany w XV w. przez księcia Dymitra Korybuta Zbaraskiego na wysokiej skale. Zabytek architektury o znaczeniu narodowym.

## Historia
Podczas najazdu tatarskiego w 1474 r. w zamku bronił się kniaź Wasyl Wasylewicz Nieświski i tam poległ a zamek został spalony. Po tym najeździe Zbarascy odbudowali warownię i przebywali w niej do 1589 r., kiedy najazd Tatarów przełamał obronę prowadzoną przez Janusza Zbaraskiego i ponownie został zniszczony. Po tym nie był już więcej odbudowany. Z inicjatywy księcia Krzysztofa Zbaraskiego z początkiem XVII w. zaczęto budować nowy zamek w Zbarażu, w odległości 3 km od starego.

## Architektura
W XV w. była to drewniana budowla obronna otoczona murem, w którym znajdowała się brama wjazdowa.

## Linki zewnętrzne

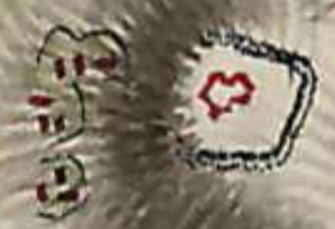
Zamek na mapie Miega, XVIII w.